# وائل معلا
وائل معلا ( 1374 هـ ـ 21 تموز 1955 م) دكتور ومهندس وأكاديمي ورئيس جامعة دمشق سابقاً، وهو باحث مرموق في مجال الهندسة المدنية، متخصص في الهيدروليك والمطرقة المائية.

## ولادته وتحصيله
وَلد وائل معلا في 21 تموز 1955، وحاصل على إجازة في الهندسة المدنية من جامعة دمشق (1976). قبلها حصل على درجة البكالوريوس في الهندسة المدنية من نفس الجامعة. لاحقًا حصل على دكتوراه في الهندسة الهيدروليكية من جامعة ستراثكلايد المرموقة في بريطانيا (1985)، مما عزز خبرته المتخصصة في مجال الهيدروليك والمطرقة المائية. يتقن اللغات الإنجليزية والإسبانية والفرنسية.

## عمله ووظائفه
- مهندس في وزارة الري (سبتمبر 1976 - سبتمبر 1982). بدأ مسيرته المهنية مباشرة بعد حصوله على الإجازة الجامعية بالعمل كمهندس في القطاع الحكومي، حيث اكتسب خبرة عملية في مجال الهندسة المدنية وإدارة الموارد المائية.
- مدرس لمواد الهيدروليك والمصادر المائية في جامعة دمشق (الفترة الزمنية غير محددة بدقة، لكنها سبقت توليه المناصب الإدارية). عاد إلى جامعته الأم كعضو هيئة تدريس، حيث قام بتدريس تخصصه ونقل معرفته إلى جيل جديد من المهندسين.

- رئيس قسم الهندسة المائية بكلية الهندسة المدنية بجامعة دمشق (2001 - 2004). تولى مسؤولية قيادة القسم الأكاديمي المتخصص، حيث عمل على تطوير المناهج وتعزيز البحث العلمي والإشراف على أعضاء هيئة التدريس والطلاب.رئيس تحرير مجلة جامعة دمشق للعلوم الهندسية (2001 - 2006). لعب دورًا محوريًا في إدارة ونشر الأبحاث العلمية المتميزة الصادرة عن الجامعة، مما ساهم في تعزيز مكانتها البحثية.

- وكيل الشؤون العلمية في جامعة دمشق (سبتمبر 2004 - يونيو 2005). شغل منصبًا قياديًا على مستوى الجامعة، حيث كان مسؤولًا عن الإشراف على الجوانب الأكاديمية والبحثية لكافة الكليات والأقسام.

- رئيس جامعة دمشق (2005 - 2011)،[3] قاد أكبر وأعرق جامعة في سوريا لمدة ست سنوات (دورتين رئاسيتين).[4] رئيس الجامعة الدولية الخاصة للعلوم والتكنولوجيا (IUST) في درعا (أغسطس 2011 - سبتمبر 2013). انتقل لقيادة مؤسسة تعليمية خاصة بعد انتهاء فترة رئاسته لجامعة دمشق، مما يدل على استمرار اهتمامه بتطوير قطاع التعليم العالي. أستاذ ورئيس كلية الهندسة جامعة هيريوت وات - فرع دبي (سبتمبر 2014 - سبتمبر 2018). شغل منصبًا أكاديميًا وقياديًا في فرع جامعة دولية مرموقة في دبي، مما يعكس خبرته وقدرته على العمل في بيئات تعليمية متنوعة ودولية.مستشار في الجامعة السورية الدولية الخاصة للعلوم والتكنولوجيا (سبتمبر 2019 ).[5] يقدم خبرته واستشاراته الاستراتيجية والأكاديمية لهذه الجامعة. رئيس مجلس الأمناء في جامعة المنارة الخاصة (أكتوبر 2020 ).[6] يتولى حاليًا أعلى منصب قيادي في مجلس أمناء هذه الجامعة الخاصة، حيث يشرف على إدارة وتوجيه سياسات الجامعة.

## التقدير والتكريم
حظي بتقدير وزير التعليم العالي السوري للجهود المتميزة التي بذلها في تطوير جامعة دمشق.